# Întoarcerea familiei lui Isus la Nazaret

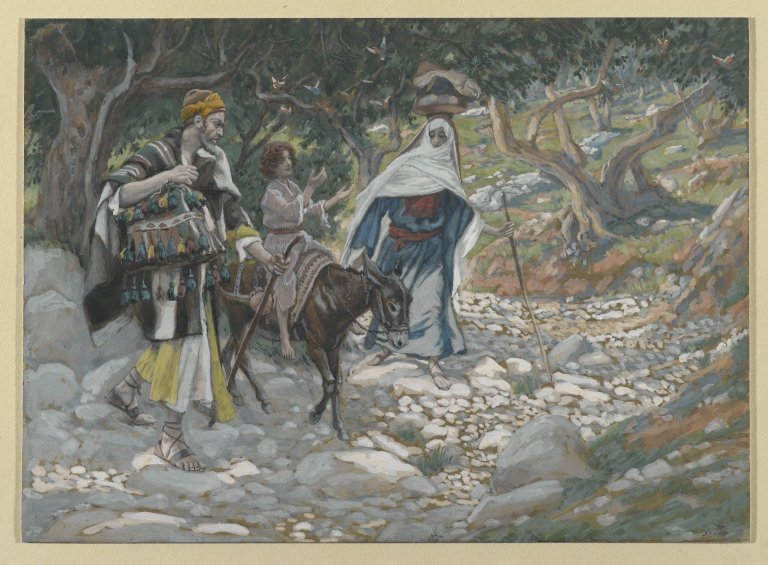
Întoarcerea din Egipt de James Tissot

Întoarcerea familiei lui Isus la Nazaret, cunoscută și sub numele de Întoarcerea din Egipt, este menționată în mărturiile despre viața timpurie a lui Isus, care au fost incluse în Evangheliile canonice. Ambele evanghelii care descriu nașterea lui Isus sunt de acord că el s-a născut în Betleem și că s-a mutat apoi împreună cu familia sa la Nazaret. Evanghelia după Matei descrie cum Iosif, Maria și Iisus au plecat în Egipt pentru a scăpa de uciderea pruncilor din Betleem din porunca lui Irod cel Mare. Matei nu menționează că Iosif și Maria ar fi locuit anterior la Nazaret; el spune că lui Iosif i-a fost frică să meargă în Iudeea, deoarece acolo domnea Irod Arhelau, iar familia a plecat în schimb la Nazaret. Pe de altă parte, Evanghelia după Luca nu consemnează nimic despre fuga în Egipt, dar menționează că Iosif locuise anterior la Nazaret și că s-a întors acolo după Aducerea la Templu a lui Isus.

## Întoarcerea din Egipt

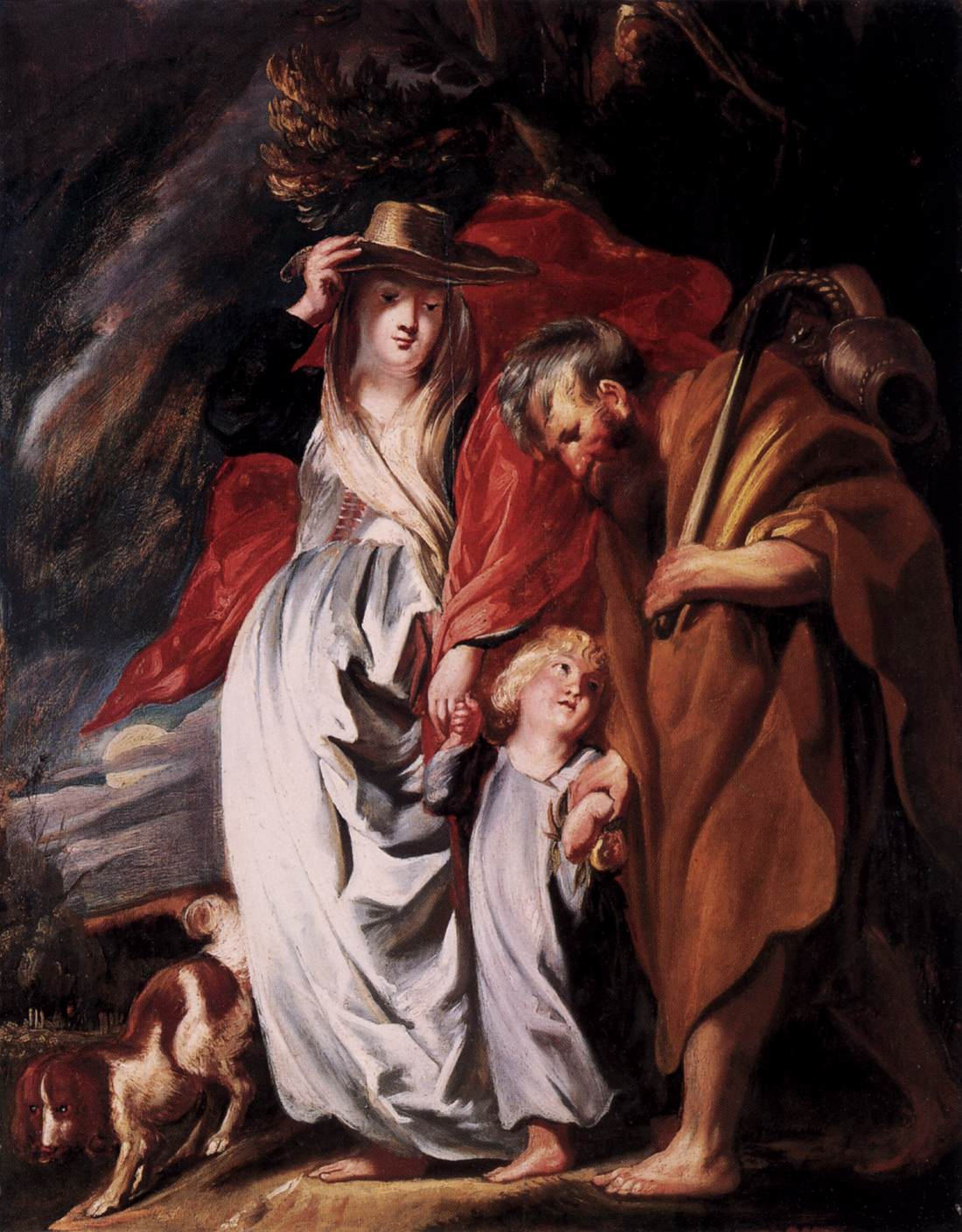
Întoarcerea Sfintei Familii din Egipt de Jacob Jordaens (c. 1616)

Cândva după ce Irod a murit, Sfânta Familie s-a întors din Egipt. Majoritatea cercetătorilor plasează data morții lui Irod în jurul anului 4 î.Hr.
Aflând că Irod Arhelau i-a succedat tatălui său în Iudeea, ei și-au continuat călătoria către Galileea. Arhelau era cunoscut pentru cruzimea sa și, ca urmare a plângerilor populației, a fost detronat în anul 6 d.Hr. de împăratul roman Octavianus Augustus și surghiunit în orașul Vienne din Galia. Galileea era condusă de fratele lui Arhelau, Irod Antipa.

## Semnificație

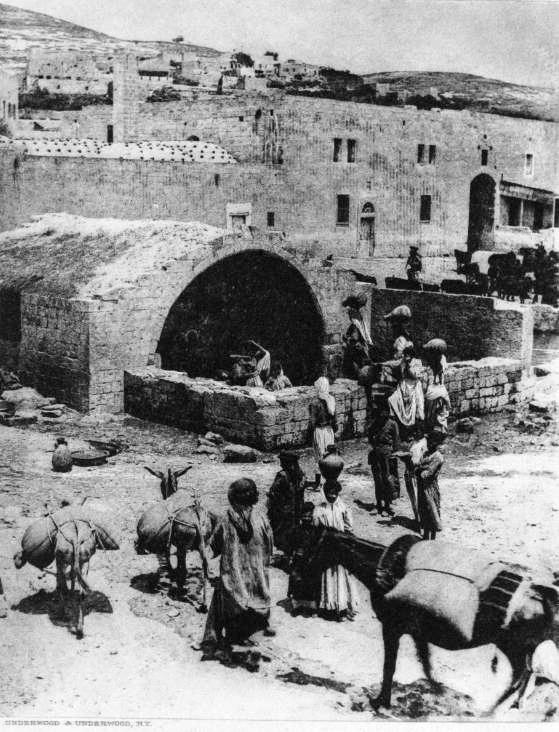
Presupusa „fântână a Mariei” de la Nazaret, 1917.

În Matei 2:23 se spune că întoarcerea la Nazaret este o împlinire a cuvântului profetic: „Nazarinean Se va chema”. Nu este clar ce verset din Vechiul Testament ar fi putut avea în minte Matei; mulți comentatori sugerează că este vorba de Isaia 11:1, unde se spune „O mlădiță va ieși din tulpina lui Iesei și un lăstar din rădăcinile lui va da”: cuvântul ebraic pentru „ramură” este nezer.

## Artă
Călătoria de întoarcere a familiei din Egipt a fost adesea un subiect al reprezentărilor artistice.

## Comentariu
Unii cercetători ai Bibliei au constatat existența unor diferențe în relatarea fugii în Egipt. Raymond E. Brown a susținut că narațiunile sunt „... contrare între ele într-un anumit număr de detalii”.